# Sayadaw
Sayadaw ist ein im burmesischen Theravada-Buddhismus gebräuchlicher Titel für einen Ordensälteren, zumeist für den Abt eines Klosters.
Bekannte Sayadaws sind:
- Ledi Sayadaw (1846–1923)
- Mahasi Sayadaw (1904–1982)
- Webu Sayadaw (1896–1977)